# Viola gracilis
Viola gracilis är en violväxtart som beskrevs av John Sibthorp och Sm.. Viola gracilis ingår i släktet violer, och familjen violväxter. Inga underarter finns listade i Catalogue of Life.

## Bildgalleri

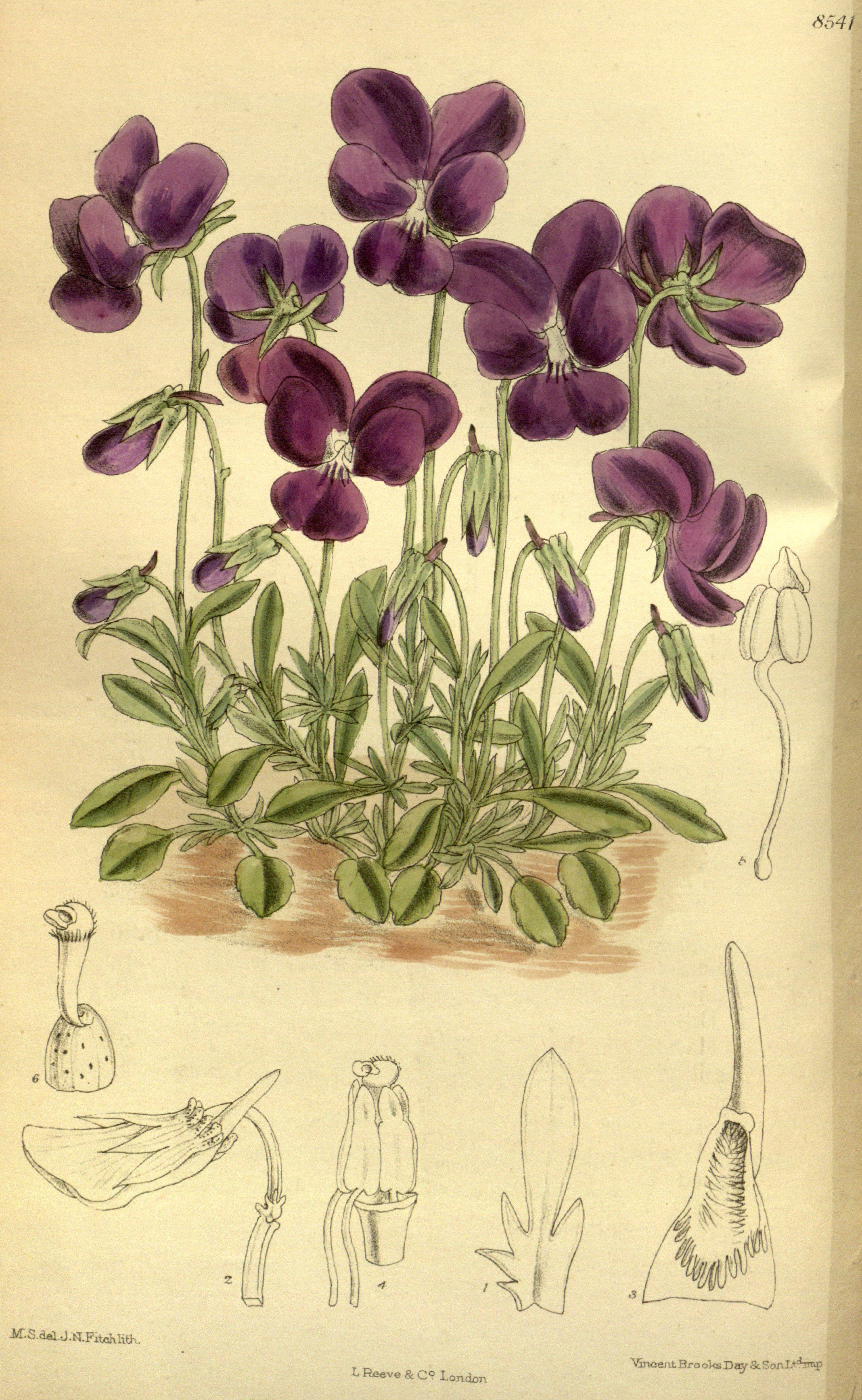